# Phrynobatrachus natalensis
Phrynobatrachus natalensis är en groddjursart som först beskrevs av Smith 1849.  Phrynobatrachus natalensis ingår i släktet Phrynobatrachus och familjen Phrynobatrachidae. IUCN kategoriserar arten globalt som livskraftig. Inga underarter finns listade i Catalogue of Life.